# 臺中市私立宜寧高級中學
宜寧學校財團法人臺中市宜寧高級中學（簡稱宜寧高中、宜寧中學）是位於中華民國臺中市西屯區的私立高級中學。

## 校史
- 1948年初，時任陸軍裝甲兵編練總處副處長的蔣緯國於裝甲兵總處（南京香林寺）創辦「裝甲兵子弟學校」，首任校長為蔣石靜宜，12月遷至上海市水電路。
- 1949年國民政府來台後，裝甲兵基地設在臺中市南區（今國立公共資訊圖書館址）。5月，子弟學校於臺中市大同路（今三民路三段，原來來百貨大樓址）復校，招收男女學生4班142人。
- 1951年11月核准立案，更名為「臺中市私立宜寧中學」除招收裝甲兵子弟外，兼收外界高、初中學生二班，編為九班，共386人。
- 1952年8月，遷校於臺中公園旁的公園路（今台中公園玉市處）。
- 1957年，於大同路舊址增設女生部。
- 1962年6月，遷校於南區復興路二段45號（今南區和平國小旁）。
- 1966年，成立附設補習學校，招收高、初中學生各一班。
- 1979年8月，奉准更名為「臺中市私立宜寧高級中學」。
- 1999年9月，「附設補習學校」更名為「附設高級中學進修學校」，並試辦綜合高中。
- 2003年9月，停招電子科及綜合高中。
- 2011年，招收學生將近1000人（不含國中部）。2011年後舒跑杯路跑賽不會列入上課程序，所以也不會調整放假。
- 2013年1月，全銜更名為「宜寧學校財團法人臺中市宜寧高級中學」。
- 2016年8月14日，遷移至西屯區東大路[1]，並停招國中部。
- 2018年4月，舊校區部分拆除。
- 2023年9月，國中部恢復招生。

## 歷任首長

### 校長
1. 石靜宜：1946年
2. 張于勤：1951年11月－1953年6月
3. 韋永成：1953年6月－1959年6月
4. 石鳳翔：1959年6月－1960年4月（代理）
5. 熊復光：1960年4月－1971年12月
6. 陳志強：1971年12月－1990年8月
7. 魏驥培：1990年8月－1992年8月
8. 黃永明：1992年8月－2004年8月
9. 葉麗君：2004年8月－2011年4月
10. 林玉樹：2011年4月－2011年10月
11. 陳金龍：2011年11月－2013年6月
12. 陳劍華：2013年7月－2014年7月
13. 陳樹欉：2014年8月－2018年7月
14. 何財源：2018年8月—現任

### 董事長
1. 蔣緯國：1951年11月－1953年6月
2. 韋永成：1953年6月－1959年6月
3. 石鳳翔：1959年6月－1970年8月
4. 石爾璽：1970年8月－1980年1月
5. 蔣信丞：1980年1月－1993年7月
6. 許霖金：1993年7月－2004年7月
7. 陳邦杰：2004年7月－2005年7月
8. 邵德文：2005年7月－2011年
9. 林亦沂：2011年－今

## 體育
宜寧高中曾經組織過女子足球隊，並培育出了許多中華木蘭女足選手。

## 校友
- 臺灣大學校長、國防部部長孫震
- 陸軍軍官學校校長湯元普將軍
- 國立自然科學博物館館長周延鑫
- 富美興集團創辦人丁善理
- 最美麗的節目主持人白嘉莉
- 前女足國手周台英
- 前中華職棒選手：林仲秋、鄭幸生、陽介仁、林易增
- 藝人張可昀
- 藝人王淑娟
- 歌手解偉苓
- 藝人林裕城

## 外部連結
- 臺中市宜寧高級中學 （页面存档备份，存于）